# Milton, Drumnadrochit
Milton är en ort i Storbritannien.   Den ligger i kommunen Highland och riksdelen Skottland, i den norra delen av landet, 700 km norr om huvudstaden London. Milton ligger 55 meter över havet och antalet invånare är 945.
Terrängen runt Milton är huvudsakligen kuperad, men åt nordväst är den platt. Milton ligger nere i en dal. Runt Milton är det mycket glesbefolkat, med 4 invånare per kvadratkilometer. Närmaste större samhälle är Beauly, 16,2 km norr om Milton. I omgivningarna runt Milton växer i huvudsak blandskog.